# Vähä Teerijärvi
Vähä Teerijärvi är en sjö i Finland. Den ligger i kommunen Orivesi i landskapet Birkaland, i den södra delen av landet, 170 km norr om huvudstaden Helsingfors. Vähä Teerijärvi ligger 169 meter över havet. Arean är 11,5 hektar och strandlinjen är 1,61 kilometer lång. Sjön  ingår i Kumo älvs huvudavrinningsområde.   I omgivningarna runt Vähä Teerijärvi växer i huvudsak blandskog.